# St.-Lucia-Kathedrale (Durrës)

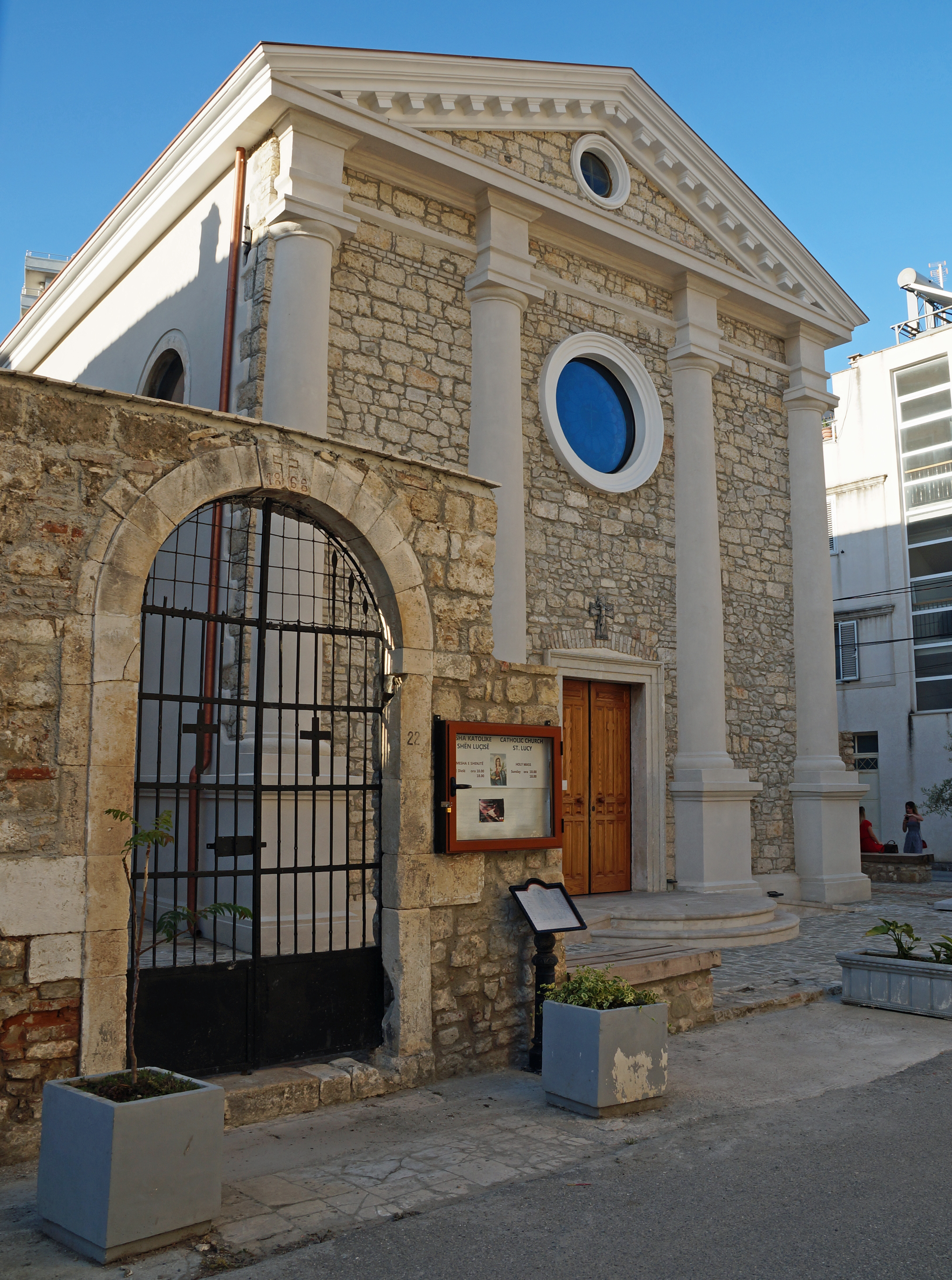
Tor und Fassade der Kirche nach Abschuss der Bauarbeiten im Sommer 2018

Die St.-Lucia-Kathedrale (albanisch Katedralja e Shën Luçisë) ist eine Konkathedrale in der albanischen Hafenstadt Durrës, die der Hl. Lucia von Syrakus gewidmet ist. Sie wurde als Kathedrale des Erzbistums Durrës errichtet. Mit der Eröffnung der Pauluskathedrale in Tirana im Jahr 2002 und der Verlegung des Sitzes des Bistums wurde sie zur Konkathedrale der heute Erzbistum Tirana-Durrës genannten Erzdiözese. Die Kirche liegt in einer Hintergasse südlich des Rathauses.

## Geschichte

### Durrës als Bischofssitz
Durrës gilt als einer der ältesten Bischofssitze, noch durch den Apostel Paulus errichtet. Der Heilige Caesar, der in mancher Aufzählung der 72 Jünger auftaucht, wurde im Jahr 58 erwähnt.
Nach der Eroberung Durrës’ durch die Osmanen im Jahr 1501 blieb das im 13. Jahrhundert errichtete Erzbistum lange unbesetzt respektive die Bischöfe hatten in den Bergen Kurbins residiert. Erst seit 1850 duldeten die Türken wieder einen Erzbischof in der Stadt. Der Erzbischof residierte aber weiterhin zumindest im Sommer in Delbnisht, einem Dorf bei Laç; erst im 1937 wurde die Residenz definitiv nach Durrës verlegt.
Bis Mitte des 19. Jahrhunderts tolerierten die Osmanen nicht einmal eine Kirche in der Stadt. Die rund 100 katholischen Christen und die rund 200 orthodoxen Christen in Durrës teilten sich eine Kirche, die außerhalb der Stadt lag. Sie war ebenfalls der Hl. Lucia gewidmet.

### Bau der Kathedrale
Zum Entstehungsjahr der Kirche gibt es widersprüchliche Angaben. Am Tor zum Kirchhof findet sich das Jahr 1868 eingemeißelt. Als Eröffnungsjahr für die Kirche wird andernorts aber das Jahr 1909 angegeben. Engelbert Deusch schreibt vieldeutig, dass 1904 „neben der Bischofskirche in Durazzo noch keine Pfarrkirche“ existiert habe, während im gleichen Werk eine amtliche Auflistung von 1904 eine „erzbischöfliche Residenz und Kathedrale in Delbnisht“ und eine „Pfarrkirche und Pfarrhaus in Durrës“ aufführt. Für die Jahre 1888–1890 und 1895 sind dort hingegen Beiträge Österreich-Ungarns an die Restaurierung der erzbischöflichen Kathedrale in Durrës nachgewiesen. Das passt zu einer anderen Quelle, die eine Baugenehmigung durch Sultan Abdülmecid I. per Ferman vom 27. Januar 1857 erwähnt. Der Abschluss der Arbeiten, der wohl von Österreich-Ungarn finanziert wurde, durch die kleine katholische Gemeinschaft in Durrës könnte sich durchaus bis 1868 hingezogen haben.
Die Kathedrale wurde als einschiffige Saalkirche mit kleiner Apsis errichtet. Im kleinen Städtchen Durrës, das 1000 oder etwas mehr Einwohner hatte, lebten 1890 nur 250 Katholiken, im großen, sich bis nach Nordgriechenland ausdehnenden Bistum lebten 1913 rund 13.000 Katholiken.
Zumindest bis nach dem Ersten Weltkrieg waren Bischofsresidenz, Pfarrhaus und auch die Unterkunft der Barmherzigen Schwestern vom hl. Vinzenz von Paul aus Zagreb im gleichen Gebäude untergebracht; auch eine Schule war im Kirchhof untergebracht.

### Schließung durch die Kommunisten und Wiedereröffnung
Letzter Bischof, der noch in der Kathedrale wirken konnte, war Vinçenc Kolë Prennushi, der 1947 inhaftiert wurde. Nach 1967, als jegliche Religionsausübung in Albanien verboten war, wurde die Kirche als Puppentheater genutzt. Auch der Bischofspalast und das Pfarrhaus nebenan wurden umgenutzt, der Glockenturm abgebrochen.

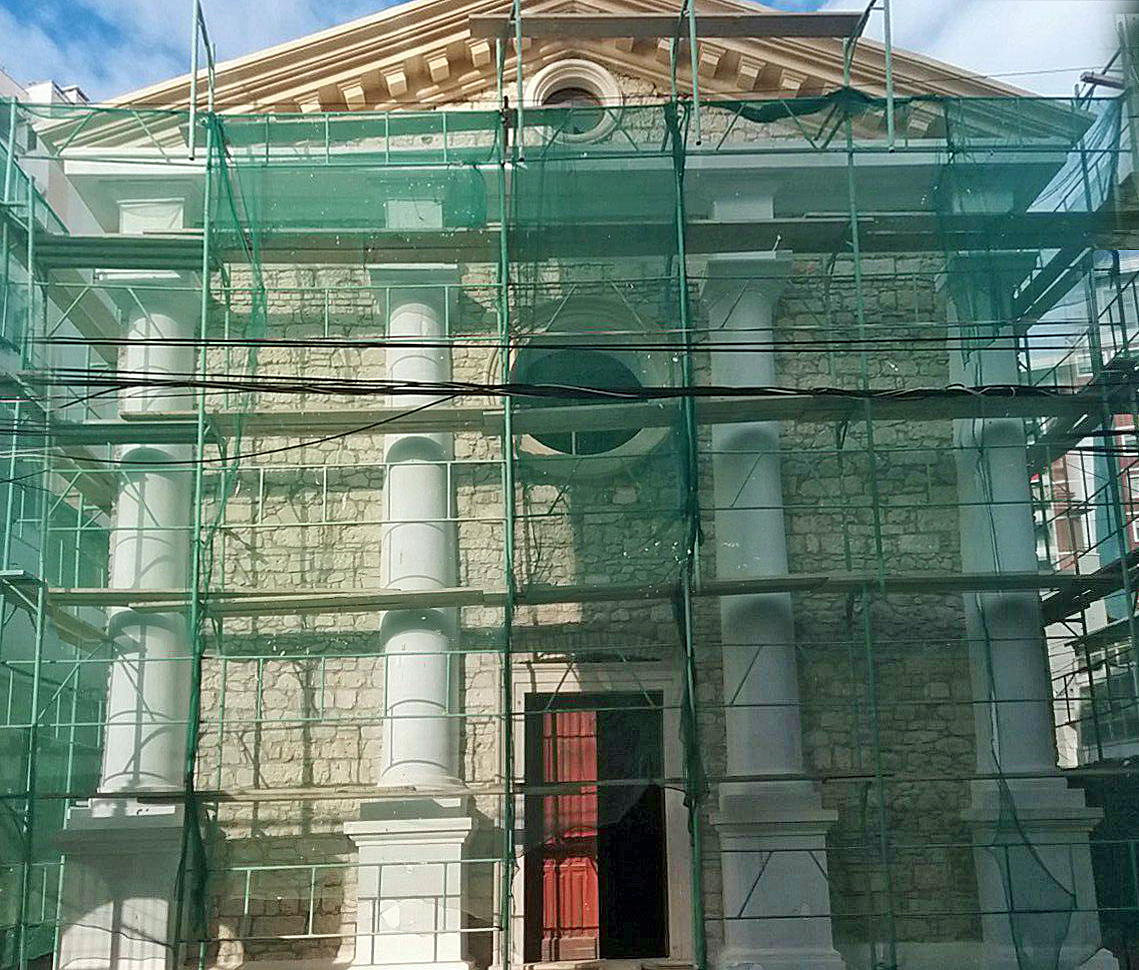
Restaurationsarbeiten im Jahr 2017

Seit 1991 wird die Kathedrale wieder als Gotteshaus genutzt und 1993 ging das Gebäude zurück an die Kirche. Wegen der Größe und der Rolle Tiranas als politisches sowie kulturelles Zentrum des Landes wurde der Sitz des Bistums in die Hauptstadt verlegt, die Kirche behielt aber ihren Status als Konkathedrale. Im September 2013 wurde mit Restaurierungsarbeiten an dem schwer beschädigten Gebäude begonnen.
Im Jahr 2018 wurde die Konkathedrale von der regionalen Kulturdenkmälerbehörde unter vorläufigen Schutz gestellt.